# Posa-hi l'altra galta
 Posa-hi l'altra galta  (títol original: Porgi l'altra guancia) és una pel·lícula franco-italiana dirigida per Franco Rossi, estrenada el 1974. Ha estat doblada al català.

## Argument
A Macaraïbo, el Marquès Gonzaga regna sobre el comerç i la població viu en la misèria. Pare J. i Pare Pedro, dos missioners, decideixen enfrontar-s'hi per poder millorar la situació i lliurar-se a activitats més o menys lícites.

## Repartiment
- Terence Hill: pare J.
- Bud Spencer: pare Pedro
- Jean-Pierre Aumont: Delgado
- Roberto Loggia: el Marqués Gonzaga
- Mario Pilar: Menendez
- Salvatore Basile: Monsenyor Jimenez
- Maria Cumani Quasimodo: Marchesa Gonzaga
- Jacques Herlin: el bisbe
- Reginald Denny: Delgado

## Al voltant de la pel·lícula
- Els decorats de l'escena d'obertura de la pel·lícula seran novament utilitzats per fer-ne el despatx del ministre a Banana Joe.
- En una baralla general, Terence Hill puja sobre una taula després salta per tal d'esquivar bandits que li arriben de tots els costats. L'actor tornarà a fer aquesta mateixa acrobàcia a Dos superpolicies.